# Steatogenys ocellatus
Steatogenys ocellatus is een vissensoort uit de familie van de Amerikaanse mesalen (Hypopomidae). De wetenschappelijke naam van de soort is voor het eerst geldig gepubliceerd in 2004 door Crampton, Thorsen & Albert.